# Luperosaurus
Luperosaurus — рід геконоподібних ящірок родини геконових (Gekkonidae). Представники цього роду мешкають на Філіппінах і в Індонезії.

## Види
Рід Luperosaurus нараховує 9 видів:
- Luperosaurus angliit R.M. Brown, Diesmos & Oliveros, 2011
- Luperosaurus corfieldi Gaulke, Rösler & R.M. Brown, 2007
- Luperosaurus cumingii Gray, 1845
- Luperosaurus joloensis Taylor, 1918
- Luperosaurus kubli R.M. Brown, Diesmos & M.V. Duya, 2007
- Luperosaurus macgregori Stejneger, 1907
- Luperosaurus palawanensis W.C. Brown[de] & Alcala, 1978
- Luperosaurus sorok Das, Lakim & Kandaung, 2008
- Luperosaurus yasumai Ota, Sengoku & Hikida, 1996

## Етимологія
Наукова назва роду Luperosaurus походить від сполучення слів дав.-гр. λυπηρος — неприємний і σαυρος — ящірка.